# Aul

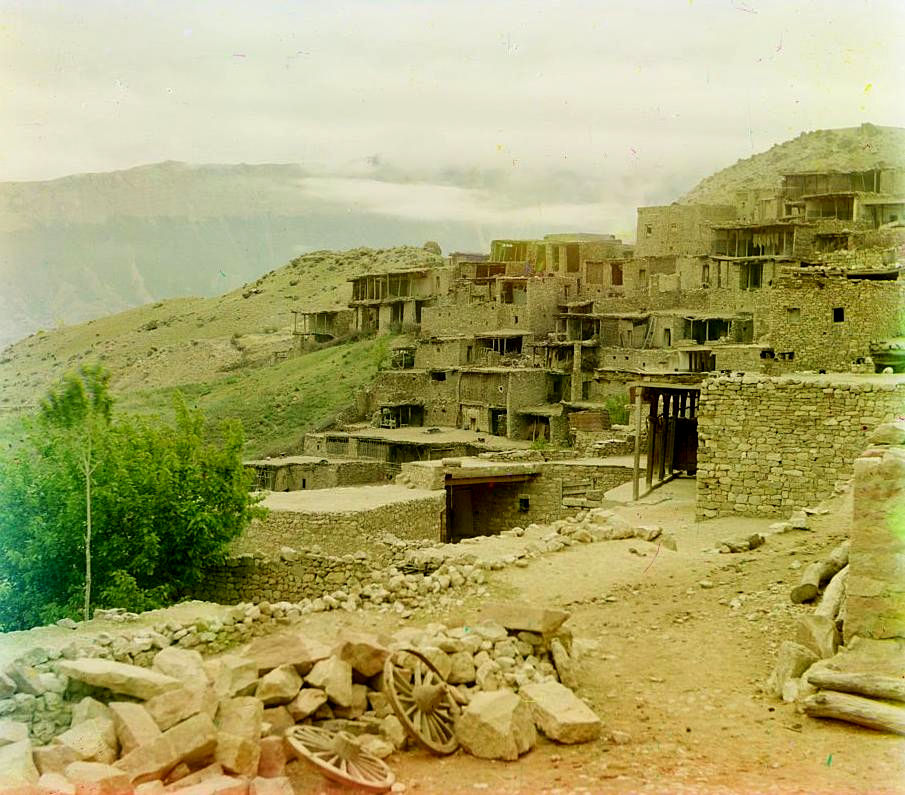
Gunibe, aul natal de Shamil no Daguestão, fotografado por Sergei Prokudin-Gorski entre 1905 e 1915

Aul (pl. auis; do turcomano awıl) é um tipo de vila fortificada situada nas regiões montanhosas do Cáucaso, sobretudo no Daguestão, mas que também existe no Cáucaso Central. Possui de várias dezenas a várias centenas de habitantes e as casas delimitam umas as outras, com as ruas sendo definidas por paredes de pedra ou tijolos de barro. Dependendo do terreno, as casas podem ser contíguas aos estábulos ou currais ou colocadas acima deles. As coberturas tradicionais eram terraços de pedra, mas estão gradualmente sendo substituídas por telhados com telhas. No Cáucaso Central, as casas são maiores e as coberturas são de pedras planas. Na Suanécia, na Geórgia, os auis ainda possuem características torres, que servem de celeiros e locais de refúgio, anexas às casas.